# 小堀政房
小堀 政房（こぼり まさふさ）は、江戸時代中期の大名。通称は源左衛門。近江国小室藩4代藩主。官位は従五位下・遠江守。小室藩小堀家5代。遠州流茶道4世家元。号は宗瑞。

## 略歴
貞享2年（1685年）、3代藩主・小堀政恒の四男として小室にて誕生。正室は皆川藩主・米倉昌明の娘。
元禄7年（1694年）の父の死去により跡を継いだ。正徳3年（1713年）10月16日、29歳で死去する。墓所は滋賀県長浜市の孤蓬庵。
嗣子が無かったため、養嗣子で弟・政峯が跡を継いだ。
幼少時に父・政恒が死去したため、門人であった桜山一有と一門の小堀土佐守政武から学ぶ。